# Оскар (кинопремия, 2016)
88-я церемония вручения наград премии «Оскар» за заслуги в области кинематографа за 2015 год состоялась 28 февраля 2016 года в театре «Долби» (Голливуд, Лос-Анджелес). Номинанты были объявлены 14 января 2016 года.
Церемония транслировалась в прямом эфире, на канале ABC, её ведущим во второй раз выступил стендап-комик Крис Рок.

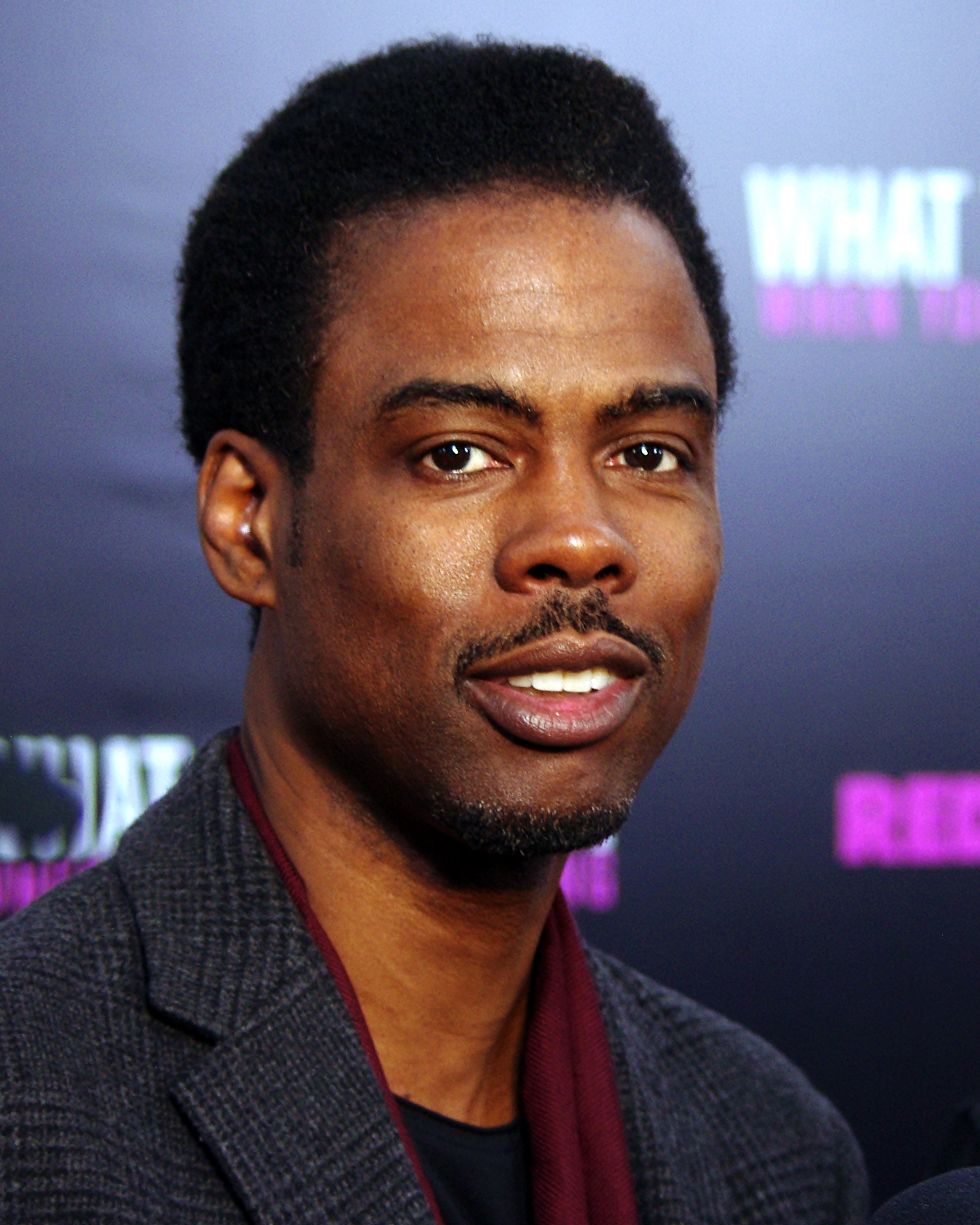
Ведущий церемонии Крис Рок

## Список событий
| Дата                         | Событие                                                                                      |
| Суббота, 14 ноября 2015      | Церемония вручения специальных наград                                                        |
| Пятница, 8 января 2016       | Голосование номинаций закрывается в 5:00 вечера PST (01:00, 9 января, UTC) (8:00 вечера EST) |
| Четверг, 14 января 2016      | Объявление номинантов                                                                        |
| Понедельник, 8 февраля 2016  | Завтрак номинантов                                                                           |
| Пятница, 12 февраля 2016     | Начало окончательного голосования                                                            |
| Суббота, 13 февраля 2016     | Церемония вручения наград за научно-технические достижения                                   |
| Вторник, 23 февраля 2016     | Завершение окончательного голосования                                                        |
| Воскресенье, 28 февраля 2016 | 88-я церемония вручения наград премии «Оскар»                                                |

## Список лауреатов и номинантов
Количество наград/номинаций:
- 6/10: «Безумный Макс: Дорога ярости»
- 3/12: «Выживший»
- 2/6: «В центре внимания»
- 1/6: «Шпионский мост»
- 1/5: «Игра на понижение»
- 1/4: «Девушка из Дании» / «Комната»
- 1/3: «Омерзительная восьмёрка»
- 1/2: «Из машины» / «Головоломка»
- 1/1: «007: Спектр»
- 0/7: «Марсианин»
- 0/6: «Кэрол»
- 0/5: «Звёздные войны: Пробуждение силы»
- 0/3: «Бруклин» / «Убийца»
- 0/2: «Стив Джобс»

 • Победители выделены отдельным цветом. 

### Основные категории
| Категории | Лауреаты и номинанты                                                                               | Лауреаты и номинанты                                                                       |                                                                |
| --- | -------------------------------------------------------------------------------------------------- | ------------------------------------------------------------------------------------------ | -------------------------------------------------------------- |
| Лучший фильм Награду вручал Морган Фримен                                                                            | • В центре внимания (продюсеры: Майкл Шугар, Стив Голин, Николь Роклин и Блай Пагон Фауст)         | • В центре внимания (продюсеры: Майкл Шугар, Стив Голин, Николь Роклин и Блай Пагон Фауст) |                                                                |
| Лучший фильм Награду вручал Морган Фримен                                                                            | • Игра на понижение (продюсеры: Брэд Питт, Деде Гарднер и Джереми Кляйнер)                         |                                                                                            |                                                                |
| Лучший фильм Награду вручал Морган Фримен                                                                            | • Шпионский мост (продюсеры: Стивен Спилберг, Марк Платт и Кристи Макоско Кригер)                  |                                                                                            |                                                                |
| Лучший фильм Награду вручал Морган Фримен                                                                            | • Бруклин (продюсеры: Финола Дуайер и Аманда Поузи)                                                |                                                                                            |                                                                |
| Лучший фильм Награду вручал Морган Фримен                                                                            | • Безумный Макс: Дорога ярости (продюсеры: Даг Митчелл и Джордж Миллер)                            |                                                                                            |                                                                |
| Лучший фильм Награду вручал Морган Фримен                                                                            | • Марсианин (продюсеры: Саймон Кинберг, Ридли Скотт, Майкл Шэфер и Марк Хаффам)                    |                                                                                            |                                                                |
| Лучший фильм Награду вручал Морган Фримен                                                                            | • Выживший (продюсеры: Арнон Милчен, Стив Голин, Алехандро Г. Иньярриту, Мэри Пэрент и Кит Редмон) |                                                                                            |                                                                |
| Лучший фильм Награду вручал Морган Фримен                                                                            | • Комната (продюсер: Эд Гини)                                                                      |                                                                                            |                                                                |
| Лучшая режиссёрская работа Награду вручал Дж.Дж. Абрамс                                                              | | • Алехандро Г. Иньярриту — «Выживший»                                                      |                                                                |
| Лучшая режиссёрская работа Награду вручал Дж.Дж. Абрамс                                                              | • Адам Маккей — «Игра на понижение»                                                                |                                                                                            |                                                                |
| Лучшая режиссёрская работа Награду вручал Дж.Дж. Абрамс                                                              | • Джордж Миллер — «Безумный Макс: Дорога ярости»                                                   |                                                                                            |                                                                |
| Лучшая режиссёрская работа Награду вручал Дж.Дж. Абрамс                                                              | • Ленни Абрахамсон — «Комната»                                                                     |                                                                                            |                                                                |
| Лучшая режиссёрская работа Награду вручал Дж.Дж. Абрамс                                                              | • Том Маккарти — «В центре внимания»                                                               |                                                                                            |                                                                |
| Лучший актёр Награду вручала Джулианна Мур                                                                           | | • Леонардо Ди Каприо — «Выживший» (за роль Хью Гласса)                                     |                                                                |
| Лучший актёр Награду вручала Джулианна Мур                                                                           | • Мэтт Деймон — «Марсианин» (за роль Марка Уотни)                                                  |                                                                                            |                                                                |
| Лучший актёр Награду вручала Джулианна Мур                                                                           | • Брайан Крэнстон — «Трамбо» (за роль Далтона Трамбо)                                              |                                                                                            |                                                                |
| Лучший актёр Награду вручала Джулианна Мур                                                                           | • Майкл Фассбендер — «Стив Джобс» (за роль Стива Джобса)                                           |                                                                                            |                                                                |
| Лучший актёр Награду вручала Джулианна Мур                                                                           | • Эдди Редмэйн — «Девушка из Дании» (за роль Эйнара Вегенера / Лили Эльбе)                         |                                                                                            |                                                                |
| Лучшая актриса Награду вручал Эдди Редмэйн                                                                           | | • Бри Ларсон — «Комната» (за роль Джой «Ма» Ньюман)                                        |                                                                |
| Лучшая актриса Награду вручал Эдди Редмэйн                                                                           | • Кейт Бланшетт — «Кэрол» (за роль Кэрол Эйрд)                                                     |                                                                                            |                                                                |
| Лучшая актриса Награду вручал Эдди Редмэйн                                                                           | • Дженнифер Лоуренс — «Джой» (за роль Джой Мангано)                                                |                                                                                            |                                                                |
| Лучшая актриса Награду вручал Эдди Редмэйн                                                                           | • Шарлотта Рэмплинг — «45 лет» (за роль Кейт Мерсер)                                               |                                                                                            |                                                                |
| Лучшая актриса Награду вручал Эдди Редмэйн                                                                           | • Сирша Ронан — «Бруклин» (за роль Эллис Лэйси)                                                    |                                                                                            |                                                                |
| Лучший актёр второго плана Награду вручала Патрисия Аркетт                                                           | | • Марк Райлэнс — «Шпионский мост» (за роль Рудольфа Абеля)                                 |                                                                |
| Лучший актёр второго плана Награду вручала Патрисия Аркетт                                                           | • Кристиан Бейл — «Игра на понижение» (за роль Майкла Бьюрри)                                      |                                                                                            |                                                                |
| Лучший актёр второго плана Награду вручала Патрисия Аркетт                                                           | • Том Харди — «Выживший» (за роль Джона Фицджеральда)                                              |                                                                                            |                                                                |
| Лучший актёр второго плана Награду вручала Патрисия Аркетт                                                           | • Марк Руффало — «В центре внимания» (за роль Майка Резендеса)                                     |                                                                                            |                                                                |
| Лучший актёр второго плана Награду вручала Патрисия Аркетт                                                           | • Сильвестр Сталлоне — «Крид: Наследие Рокки» (за роль Рокки Бальбоа)                              |                                                                                            |                                                                |
| Лучшая актриса второго плана Награду вручал Дж. К. Симмонс                                                           | | • Алисия Викандер — «Девушка из Дании» (за роль Герды Вегенер)                             | • Алисия Викандер — «Девушка из Дании» (за роль Герды Вегенер) |
| Лучшая актриса второго плана Награду вручал Дж. К. Симмонс                                                           | • Дженнифер Джейсон Ли — «Омерзительная восьмёрка» (за роль Дейзи Домерг)                          |                                                                                            |                                                                |
| Лучшая актриса второго плана Награду вручал Дж. К. Симмонс                                                           | • Руни Мара — «Кэрол» (за роль Терезы Беливет)                                                     |                                                                                            |                                                                |
| Лучшая актриса второго плана Награду вручал Дж. К. Симмонс                                                           | • Рэйчел Макадамс — «В центре внимания» (за роль Саши Пфайффер)                                    |                                                                                            |                                                                |
| Лучшая актриса второго плана Награду вручал Дж. К. Симмонс                                                           | • Кейт Уинслет — «Стив Джобс» (за роль Джоанны Хоффман)                                            |                                                                                            |                                                                |
| Лучший оригинальный сценарий Награду вручали Эмили Блант и Шарлиз Терон                                              | • Джош Сингер и Том Маккарти — «В центре внимания»                                                 | • Джош Сингер и Том Маккарти — «В центре внимания»                                         |                                                                |
| Лучший оригинальный сценарий Награду вручали Эмили Блант и Шарлиз Терон                                              | • Мэтт Чарман, Итан Коэн и Джоэл Коэн — «Шпионский мост»                                           |                                                                                            |                                                                |
| Лучший оригинальный сценарий Награду вручали Эмили Блант и Шарлиз Терон                                              | • Алекс Гарленд — «Из машины»                                                                      |                                                                                            |                                                                |
| Лучший оригинальный сценарий Награду вручали Эмили Блант и Шарлиз Терон                                              | • Пит Доктер, Мег Лефов, Джош Кули и Ронни дель Кармен — «Головоломка»                             |                                                                                            |                                                                |
| Лучший оригинальный сценарий Награду вручали Эмили Блант и Шарлиз Терон                                              | • Джонатан Херман, Андреа Берлофф, С. Ли Сэвидж и Алан Венкус — «Голос улиц»                       |                                                                                            |                                                                |
| Лучший адаптированный сценарий Награду вручали Рассел Кроу и Райан Гослинг                                           | • Чарльз Рэндольф и Адам Маккей — «Игра на понижение»                                              | • Чарльз Рэндольф и Адам Маккей — «Игра на понижение»                                      |                                                                |
| Лучший адаптированный сценарий Награду вручали Рассел Кроу и Райан Гослинг                                           | • Ник Хорнби — «Бруклин»                                                                           |                                                                                            |                                                                |
| Лучший адаптированный сценарий Награду вручали Рассел Кроу и Райан Гослинг                                           | • Филлис Нэги — «Кэрол»                                                                            |                                                                                            |                                                                |
| Лучший адаптированный сценарий Награду вручали Рассел Кроу и Райан Гослинг                                           | • Дрю Годдард — «Марсианин»                                                                        |                                                                                            |                                                                |
| Лучший адаптированный сценарий Награду вручали Рассел Кроу и Райан Гослинг                                           | • Эмма Донохью — «Комната»                                                                         |                                                                                            |                                                                |
| Лучший анимационный полнометражный фильм Награду вручали Шериф Вуди, Базз Лайтер и инопланетяне из «Истории игрушек» | • Головоломка / Inside Out (Пит Доктер и Джонас Ривера)                                            | • Головоломка / Inside Out (Пит Доктер и Джонас Ривера)                                    |                                                                |
| Лучший анимационный полнометражный фильм Награду вручали Шериф Вуди, Базз Лайтер и инопланетяне из «Истории игрушек» | • Аномализа / Anomalisa (Чарли Кауфман, Дьюк Джонсон и Роза Трэн)                                  |                                                                                            |                                                                |
| Лучший анимационный полнометражный фильм Награду вручали Шериф Вуди, Базз Лайтер и инопланетяне из «Истории игрушек» | • Мальчик и мир O Menino e o Mundo (Але Абреу)                                                     |                                                                                            |                                                                |
| Лучший анимационный полнометражный фильм Награду вручали Шериф Вуди, Базз Лайтер и инопланетяне из «Истории игрушек» | • Барашек Шон / Shaun the Sheep Movie (Марк Бёртон и Ричард Старзак)                               |                                                                                            |                                                                |
| Лучший анимационный полнометражный фильм Награду вручали Шериф Вуди, Базз Лайтер и инопланетяне из «Истории игрушек» | • Воспоминания о Марни / 思い出のマーニー (Omoide no Mânî) (Хиромаса Ёнэбаяси и Ёсиаки Нисимура)   |                                                                                            |                                                                |
| Лучший фильм на иностранном языке Награду вручали Ли Бён Хон и София Вергара                                         | • Сын Саула / Saul fia (Венгрия), реж. Ласло Немеш                                                 | • Сын Саула / Saul fia (Венгрия), реж. Ласло Немеш                                         |                                                                |
| Лучший фильм на иностранном языке Награду вручали Ли Бён Хон и София Вергара                                         | • Объятия змея / El abrazo de la serpiente (Колумбия), реж. Сиро Гуэрра                            |                                                                                            |                                                                |
| Лучший фильм на иностранном языке Награду вручали Ли Бён Хон и София Вергара                                         | • Мустанг / Mustang (Франция), реж. Дениз Гамзе Эргювен                                            |                                                                                            |                                                                |
| Лучший фильм на иностранном языке Награду вручали Ли Бён Хон и София Вергара                                         | • Гордость / ذيب (Theeb) (Иордания), реж. Наджи Абу Новар                                          |                                                                                            |                                                                |
| Лучший фильм на иностранном языке Награду вручали Ли Бён Хон и София Вергара                                         | • Война / Krigen (Дания), реж. Тобиас Линдхольм                                                    |                                                                                            |                                                                |

### Другие категории
| Категории                                                                              | Лауреаты и номинанты | Лауреаты и номинанты                                                                                       |
| -------------------------------------------------------------------------------------- | --- | --- |
| Лучшая музыка к фильму Награду вручали Куинси Джонс и Фаррелл Уильямс                  | | • Эннио Морриконе — «Омерзительная восьмёрка»                                                              |
| Лучшая музыка к фильму Награду вручали Куинси Джонс и Фаррелл Уильямс                  | • Томас Ньюман — «Шпионский мост»                                                                                               | |
| Лучшая музыка к фильму Награду вручали Куинси Джонс и Фаррелл Уильямс                  | • Картер Бёруэлл — «Кэрол» | |
| Лучшая музыка к фильму Награду вручали Куинси Джонс и Фаррелл Уильямс                  | • Йохан Йоханнссон — «Убийца»                                                                                                   | |
| Лучшая музыка к фильму Награду вручали Куинси Джонс и Фаррелл Уильямс                  | • Джон Уильямс — «Звёздные войны: Пробуждение силы»                                                                             | |
| Лучшая песня к фильму Награду вручали Джон Ледженд и Common                            | • Writing’s on the Wall — «007: Спектр» — музыка и слова: Джимми Нейпс и Сэм Смит                                               | • Writing’s on the Wall — «007: Спектр» — музыка и слова: Джимми Нейпс и Сэм Смит                          |
| Лучшая песня к фильму Награду вручали Джон Ледженд и Common                            | • Earned It — «Пятьдесят оттенков серого» — музыка и слова: Эйбэл Тесфайе, Ахмад Балше, Джейсон Дахила Куэннвилл и Стефан Мошио | |
| Лучшая песня к фильму Награду вручали Джон Ледженд и Common                            | • Manta Ray — «Гонка на вымирание» (Racing Extinction) — музыка: Джей Ральф, слова: Энтони Хегарти                              | |
| Лучшая песня к фильму Награду вручали Джон Ледженд и Common                            | • Simple Song #3 — «Молодость» — музыка и слова: Дэвид Лэнг                                                                     | |
| Лучшая песня к фильму Награду вручали Джон Ледженд и Common                            | • Til It Happens to You — «Зона охоты» (англ. The Hunting Ground) — музыка и слова: Дайан Уоррен и Леди Гага                    | |
| Лучший монтаж Награду вручали Приянка Чопра и Лев Шрайбер                              | • Маргарет Сиксел — «Безумный Макс: Дорога ярости»                                                                              | • Маргарет Сиксел — «Безумный Макс: Дорога ярости»                                                         |
| Лучший монтаж Награду вручали Приянка Чопра и Лев Шрайбер                              | • Хэнк Коруин — «Игра на понижение»                                                                                             | |
| Лучший монтаж Награду вручали Приянка Чопра и Лев Шрайбер                              | • Стивен Миррион — «Выживший»                                                                                                   | |
| Лучший монтаж Награду вручали Приянка Чопра и Лев Шрайбер                              | • Том Макардл — «В центре внимания»                                                                                             | |
| Лучший монтаж Награду вручали Приянка Чопра и Лев Шрайбер                              | • Марианн Брэндон и Мэри Джо Марки — «Звёздные войны: Пробуждение силы»                                                         | |
| Лучшая операторская работа Награду вручали Майкл Б. Джордан и Рэйчел Макадамс          | • Эммануэль Любецки — «Выживший»                                                                                                | • Эммануэль Любецки — «Выживший»                                                                           |
| Лучшая операторская работа Награду вручали Майкл Б. Джордан и Рэйчел Макадамс          | • Эдвард Лэкмен — «Кэрол» | |
| Лучшая операторская работа Награду вручали Майкл Б. Джордан и Рэйчел Макадамс          | • Роберт Ричардсон — «Омерзительная восьмёрка»                                                                                  | |
| Лучшая операторская работа Награду вручали Майкл Б. Джордан и Рэйчел Макадамс          | • Джон Сил — «Безумный Макс: Дорога ярости»                                                                                     | |
| Лучшая операторская работа Награду вручали Майкл Б. Джордан и Рэйчел Макадамс          | • Роджер Дикинс — «Убийца» | |
| Лучшая работа художника Награду вручали Стив Карелл и Тина Фей                         | • Колин Гибсон (постановщик), Лиза Томпсон (декоратор) — «Безумный Макс: Дорога ярости»                                         | • Колин Гибсон (постановщик), Лиза Томпсон (декоратор) — «Безумный Макс: Дорога ярости»                    |
| Лучшая работа художника Награду вручали Стив Карелл и Тина Фей                         | • Адам Штокхаузен (постановщик), Рена Деанджело и Бернхард Хенрих (декораторы) — «Шпионский мост»                               | |
| Лучшая работа художника Награду вручали Стив Карелл и Тина Фей                         | • Ив Стюарт (постановщик), Майкл Стэндиш (декоратор) — «Девушка из Дании»                                                       | |
| Лучшая работа художника Награду вручали Стив Карелл и Тина Фей                         | • Артур Макс (постановщик), Селия Бобак (декоратор) — «Марсианин»                                                               | |
| Лучшая работа художника Награду вручали Стив Карелл и Тина Фей                         | • Джек Фиск (постановщик), Хамиш Парди (декоратор) — «Выживший»                                                                 | |
| Лучший дизайн костюмов Награду вручала Кейт Бланшетт                                   | • Дженни Беван — «Безумный Макс: Дорога ярости»                                                                                 | • Дженни Беван — «Безумный Макс: Дорога ярости»                                                            |
| Лучший дизайн костюмов Награду вручала Кейт Бланшетт                                   | • Сэнди Пауэлл — «Кэрол» | |
| Лучший дизайн костюмов Награду вручала Кейт Бланшетт                                   | • Сэнди Пауэлл — «Золушка» | |
| Лучший дизайн костюмов Награду вручала Кейт Бланшетт                                   | • Пако Дельгадо — «Девушка из Дании»                                                                                            | |
| Лучший дизайн костюмов Награду вручала Кейт Бланшетт                                   | • Жаклин Уэст — «Выживший» | |
| Лучший звук Награду вручали Чедвик Боузман и Крис Эванс                                | • Крис Дженкинс, Грегг Рудлофф и Бен Осмо — «Безумный Макс: Дорога ярости»                                                      | • Крис Дженкинс, Грегг Рудлофф и Бен Осмо — «Безумный Макс: Дорога ярости»                                 |
| Лучший звук Награду вручали Чедвик Боузман и Крис Эванс                                | • Энди Нельсон, Гэри Райдстром и Дрю Кунин — «Шпионский мост»                                                                   | |
| Лучший звук Награду вручали Чедвик Боузман и Крис Эванс                                | • Пол Мэсси, Марк Тейлор и Мак Рут — «Марсианин»                                                                                | |
| Лучший звук Награду вручали Чедвик Боузман и Крис Эванс                                | • Джон Тейлор, Фрэнк А. Монтаньо, Рэнди Том и Крис Дьюэстердек — «Выживший»                                                     | |
| Лучший звук Награду вручали Чедвик Боузман и Крис Эванс                                | • Энди Нельсон, Кристофер Скарабосио, Мэттью Вуд и Стюарт Уилсон — «Звёздные войны: Пробуждение силы»                           | |
| Лучший звуковой монтаж Награду вручали Чедвик Боузман и Крис Эванс                     | • Марк Манджини и Дэвид Уайт — «Безумный Макс: Дорога ярости»                                                                   | • Марк Манджини и Дэвид Уайт — «Безумный Макс: Дорога ярости»                                              |
| Лучший звуковой монтаж Награду вручали Чедвик Боузман и Крис Эванс                     | • Оливер Тарни — «Марсианин» | |
| Лучший звуковой монтаж Награду вручали Чедвик Боузман и Крис Эванс                     | • Мартин Эрнандес и Лон Бендер — «Выживший»                                                                                     | |
| Лучший звуковой монтаж Награду вручали Чедвик Боузман и Крис Эванс                     | • Алан Роберт Мюррей — «Убийца»                                                                                                 | |
| Лучший звуковой монтаж Награду вручали Чедвик Боузман и Крис Эванс                     | • Мэттью Вуд и Дэвид Акорд — «Звёздные войны: Пробуждение силы»                                                                 | |
| Лучшие визуальные эффекты Награду вручал Энди Серкис                                   | • Эндрю Уайтхёрст, Пол Норрис, Марк Ардингтон и Сара Беннетт — «Из машины»                                                      | • Эндрю Уайтхёрст, Пол Норрис, Марк Ардингтон и Сара Беннетт — «Из машины»                                 |
| Лучшие визуальные эффекты Награду вручал Энди Серкис                                   | • Эндрю Джексон, Том Вуд, Дэн Оливер и Энди Уильямс — «Безумный Макс: Дорога ярости»                                            | |
| Лучшие визуальные эффекты Награду вручал Энди Серкис                                   | • Ричард Стаммерс, Андерс Ленглендс, Крис Лоуренс и Стивен Уорнер — «Марсианин»                                                 | |
| Лучшие визуальные эффекты Награду вручал Энди Серкис                                   | • Рич Макбрайд, Мэттью Шамвэй, Джейсон Смит и Кэмерон Уолдбауэр — «Выживший»                                                    | |
| Лучшие визуальные эффекты Награду вручал Энди Серкис                                   | • Роджер Гайетт, Патрик Табач, Нил Скэнлэн и Крис Корбоулд — «Звёздные войны: Пробуждение силы»                                 | |
| Лучший грим и причёски Награду вручали Джаред Лето и Марго Робби                       | • Лесли Вандеруолт, Элка Вардега и Дэмиан Мартин — «Безумный Макс: Дорога ярости»                                               | • Лесли Вандеруолт, Элка Вардега и Дэмиан Мартин — «Безумный Макс: Дорога ярости»                          |
| Лучший грим и причёски Награду вручали Джаред Лето и Марго Робби                       | • Лав Ларсон и Эва фон Бар — «Столетний старик, который вылез в окно и исчез»                                                   | |
| Лучший грим и причёски Награду вручали Джаред Лето и Марго Робби                       | • Сиан Григг, Дункан Джармен и Роберт Пандини — «Выживший»                                                                      | |
| Лучший документальный полнометражный фильм Награду вручали Дев Патель и Дейзи Ридли    | • Эми / Amy (Азиф Кападиа и Джеймс Гей-Рис)                                                                                     | • Эми / Amy (Азиф Кападиа и Джеймс Гей-Рис)                                                                |
| Лучший документальный полнометражный фильм Награду вручали Дев Патель и Дейзи Ридли    | • Земля картелей / англ. Cartel Land (Мэттью Хейнеман и Том Йеллин)                                                             | |
| Лучший документальный полнометражный фильм Награду вручали Дев Патель и Дейзи Ридли    | • Взгляд тишины / The Look of Silence (Джошуа Оппенхаймер и Синье Бирдж Серенсен)                                               | |
| Лучший документальный полнометражный фильм Награду вручали Дев Патель и Дейзи Ридли    | • Что случилось, мисс Симон? / англ. What Happened, Miss Simone? (Лиз Гарбус, Эми Хобби и Джастин Уилкс)                        | |
| Лучший документальный полнометражный фильм Награду вручали Дев Патель и Дейзи Ридли    | • Зима в огне / Winter on Fire: Ukraine’s Fight for Freedom (Евгений Афинеевский и Ден Толмор)                                  | |
| Лучший документальный короткометражный фильм Награду вручал Луи Си Кей                 | • Девушка в реке: Цена прощения / англ. A Girl in the River: The Price of Forgiveness (Шармин Обаид-Чиной)                      | • Девушка в реке: Цена прощения / англ. A Girl in the River: The Price of Forgiveness (Шармин Обаид-Чиной) |
| Лучший документальный короткометражный фильм Награду вручал Луи Си Кей                 | • Команда номер 12 / Body Team 12 (Дэвид Дарг и Брин Музер)                                                                     | |
| Лучший документальный короткометражный фильм Награду вручал Луи Си Кей                 | • Чау в тылу / Chau, Beyond the Lines (Кортни Марш и Джерри Франк)                                                              | |
| Лучший документальный короткометражный фильм Награду вручал Луи Си Кей                 | • Клод Ланзманн: Призраки холокоста / Claude Lanzmann: Spectres of the Shoah (Адам Бензин)                                      | |
| Лучший документальный короткометражный фильм Награду вручал Луи Си Кей                 | • Последний день свободы / Last Day of Freedom (Ди Хибберт-Джонс и Номи Талисман)                                               | |
| Лучший игровой короткометражный фильм Награду вручали Абрахам Атта и Джейкоб Трамбле   | • Заика / Stutterer (Бенджамин Клири и Серена Армитаж)                                                                          | • Заика / Stutterer (Бенджамин Клири и Серена Армитаж)                                                     |
| Лучший игровой короткометражный фильм Награду вручали Абрахам Атта и Джейкоб Трамбле   | • Аве Мария / Ave Maria (Бейзил Халил и Эрик Дюпон)                                                                             | |
| Лучший игровой короткометражный фильм Награду вручали Абрахам Атта и Джейкоб Трамбле   | • День первый / Day One (Генри Хьюз)                                                                                            | |
| Лучший игровой короткометражный фильм Награду вручали Абрахам Атта и Джейкоб Трамбле   | • Всё будет хорошо / Alles wird gut (Патрик Фолльрат)                                                                           | |
| Лучший игровой короткометражный фильм Награду вручали Абрахам Атта и Джейкоб Трамбле   | • Друг / Shok (Джеми Донахью)                                                                                                   | |
| Лучший анимационный короткометражный фильм Награду вручали миньоны Кевин, Стюарт и Боб | • Медвежья история / Historia de un oso (Габриель Осорио и Пато Эскала)                                                         | • Медвежья история / Historia de un oso (Габриель Осорио и Пато Эскала)                                    |
| Лучший анимационный короткометражный фильм Награду вручали миньоны Кевин, Стюарт и Боб | • Пролог / англ. Prologue (Ричард Уильямс и Имоджен Саттон)                                                                     | |
| Лучший анимационный короткометражный фильм Награду вручали миньоны Кевин, Стюарт и Боб | • Санджай и его команда / англ. Sanjay’s Super Team (Санджай Патель и Николь Гриндл)                                            | |
| Лучший анимационный короткометражный фильм Награду вручали миньоны Кевин, Стюарт и Боб | • Мы не можем жить без космоса (Константин Бронзит)                                                                             | |
| Лучший анимационный короткометражный фильм Награду вручали миньоны Кевин, Стюарт и Боб | • Мир будущего / англ. World of Tomorrow (Дон Херцфельд)                                                                        | |

## Специальные награды
Вручение специальных наград состоялось в субботу, 14 ноября 2015 года в Hollywood & Highland Center, на 7-й церемонии англ. Governors Awards. Лауреаты были определены в результате голосования Совета управляющих киноакадемии 25 августа 2015 года.

### Почётный «Оскар»
- Спайк Ли
- Джина Роулендс

### Награда имени Джина Хершолта
- Дебби Рейнольдс

## Критика в отношении отсутствия разнообразия
Вскоре после объявления номинантов, многие американские СМИ отметили, что наблюдается недостаток разнообразия среди номинантов: второй год подряд в основных категориях не присутствует ни одного афроамериканского актёра или актрисы. В связи с этим режиссёр Спайк Ли и актриса Джада Пинкетт-Смит призвали бойкотировать церемонию. Рэпер 50 Cent предложил Крису Року отказаться от места ведущего церемонии.
Отвечая на критику, президент американской киноакадемии Шерил Бун-Айзекс заявила, что предпримет шаги по изменению состава членов академии, что в ближайшие дни и недели будут проходить мероприятия по привлечению новых членов. Чтобы добиться столь необходимого многообразия в 2016 году и в последующих годах, организаторы будут обращать внимание на такие черты, как пол, раса, этническая принадлежность и сексуальная ориентация.